# Ein Job fürs Leben
Ein Job fürs Leben ist eine deutsche Sitcom. Die RTL-Produktion war ein Remake der US-amerikanischen Fernsehserie Wer ist hier der Boss?

## Handlung
Der Macho und Sohn italienischer Gastarbeiter Vito Castelli lebt mit seiner Tochter Alexandra in Berlin-Neukölln. Aufgrund einer Sportverletzung kann er seinen Job als Mittelstürmer bei Hertha BSC nicht mehr ausüben. Als zudem seine Frau unerwartet stirbt, beschließt er, ein neues Leben zu beginnen. Vito und Alexandra ziehen nach Hamburg-Othmarschen zu der alleinerziehenden Mutter Barbara Hoffmann und ihrem Sohn Daniel, bei denen Vito einen Job als Haushälter annimmt.

## Episoden
Von Ein Job fürs Leben wurden 26 Episoden in 1 Staffel produziert.
| Folge | Titel                            | Erstausstrahlung  |
| ----- | -------------------------------- | ----------------- |
| 1     | Vito zieht ein                   | 4. März 1993      |
| 2     | Schlagabtausch                   | 11. März 1993     |
| 3     | Die Cocktailparty                | 18. März 1993     |
| 4     | Menü mit Hindernissen            | 25. März 1993     |
| 5     | Wahrheit kann nicht schaden      | 1. April 1993     |
| 6     | Skiausflug                       | 8. April 1993     |
| 7     | Barbara flippt aus               | 15. April 1993    |
| 8     | Vito, das Vorbild                | 22. April 1993    |
| 9     | Die paar Jährchen                | 29. April 1993    |
| 10    | Finger weg vom Hausmann          | 6. Mai 1993       |
| 11    | Alex wird erwachsen              | 13. Mai 1993      |
| 12    | Lotte packt aus                  | 27. Mai 1993      |
| 13    | Nur gruseln ist schöner          | 3. Juni 1993      |
| 14    | Die Kinderparty                  | 17. Juni 1993     |
| 15    | Ein Küßchen in Ehren             | 24. Juni 1993     |
| 16    | Die Erbschaft                    | 1. Juli 1993      |
| 17    | Pokerparty                       | 8. Juli 1993      |
| 18    | Der kleine Kuppler               | 15. Juli 1993     |
| 19    | Die verkrachte Existenz          | 29. Juli 1993     |
| 20    | Gemischtes Doppel                | 5. August 1993    |
| 21    | Wenn zwei sich streiten          | 12. August 1993   |
| 22    | Sportsfreunde                    | 19. August 1993   |
| 23    | Das Appartement in Neukölln      | 26. August 1993   |
| 24    | Gefüllte Tomaten                 | 2. September 1993 |
| 25    | Besuch aus dem Dschungel, Teil 1 | 27. Dezember 1993 |
| 26    | Besuch aus dem Dschungel, Teil 2 | 28. Dezember 1993 |

## Hintergrund
Durch die steigende Popularität US-amerikanischer Sitcoms in den 1990er Jahren wurden von deutschen Produktionsstudios und Fernsehsendern eigene Serien entwickelt. Ein Job fürs Leben ist eine 1:1-Adaption der US-amerikanischen Serie Wer ist hier der Boss?, deren Drehbücher wortwörtlich übersetzt wurden, lediglich die Handlungsorte wurden nach Deutschland verlegt. Die Serie wurde donnerstags zur Hauptsendezeit ausgestrahlt, zusammen mit der ebenfalls von RTL eigenproduzierten Serie Hilfe, meine Familie spinnt, einem Remake von Eine schrecklich nette Familie. Im Zeitraum der Ausstrahlung der beiden RTL-Produktionen liefen die US-amerikanischen Originale ebenfalls bei RTL im Nachmittagsprogramm.

## Rezeption
Ein Job fürs Leben wurde überwiegend negativ bewertet. Christian Richter bezeichnet die Serie in seiner Kolumne Fernsehfriedhof als „blasse Kopie der US-Sitcom“. Die Serie floppte und wurde aufgrund schlechter Einschaltquoten nach einer Staffel abgesetzt. RTL-Programmchef Marc Conrad beurteilte sowohl Ein Job fürs Leben als auch Hilfe, meine Familie spinnt mit den Worten: „Das wirkt einfach nicht komisch.“
Im Jahr 2012 veröffentlichte die Moviepilot-Redaktion das Ranking der Top 7 der deutschen Comedy-Serienverbrechen und platzierte Ein Job fürs Leben auf Rang 2 hinter Hilfe, meine Familie spinnt. Sie urteilten, die „ganze Serie [sei] peinlich, unlustig und unnötig wie ein Kropf“.